# Vindusara
Vindusara là một chi bướm đêm thuộc họ Geometridae.